# Eialete de Erzurum
Eialete de Erzurum (em turco otomano: ایالت ارضروم; romaniz.: Eyālet-i Erżurūm) foi um eialete do Império Otomano, estabelecido em 1533 após a conquista da Armênia Ocidental. Sua área relatada no século XIX era de 11 463 milhas quadradas (29 690 quilômetros quadrados). Foi uma das primeiras províncias otomanas a se tornar um vilaiete após uma reforma administrativa em 1865 e, em 1867, foi reformada no vilaiete de Erzurum.

## Divisões administrativas
século XVII
- Sanjaco de Caraquissar (Xebincaraquissar)
- Sanjaco de Queifi (Quie)
- Sanjaco de Passine (Passinler)
- Sanjaco de Isbir (Ispir)
- Sanjaco de Canis (Quenes)
- Sanjaco de Malazguir (Manzicerta)
- Sanjaco de Tecmane
- Sanjaco de Cuzujane (Pulumur)
- Sanjaco de Turtum (Tortum)
- Sanjaco de Lejenguerde / Mijinguerde (Incaia)
- Sanjaco de Mamar / Carababa (Anguvane)
- Sanjaco de Erzerum (Erzurum)

Entre 1682 e 1702
- Sanjaco de Erzurum
- Sanjaco de Caraquissar
- Sanjaco de Passine
- Sanjaco de Quenes
- Sanjaco de Malazguirde (Manzicerta)
- Sanjaco de Tortum
- Sanjaco de Mijinguerde (Incaia)
- Sanjaco de Cuzujane
- Sanjaco de Baiburde
- Sanjaco de Quie
- Sanjaco de Isbir (Ispir)
- Sanjaco de Mamervane (Narmane)
- Sanjaco de Baiezide Calessi (Doubaiazete)
- Sanjaco de Elesquirde (Elesquirte)
- Sanjaco de Tecmane
- Sanjaco de Xelve (Tutaque-Hamur)
- Sanjaco de Coi

século XIX
- Sanjaco de Erzerum
- Sanjaco de Quemaque
- Sanjaco de Madene
- Sanjaco de Erzinjane
- Sanjaco de Xebincaraquissar
- Sanjaco de Gumuscane